# آیسوگول ارگین
آیسوگول ارگین بویالی (Ayşegül Ergin Boyalı: متولد سال ۱۹۷۱) تکواندوکار المپیکی بازنشسته اهل ترکیه است.
در بازی‌های المپیک تابستانی ۱۹۹۲ در بارسلون، اسپانیا، او برای ترکیه رقابت کرد و پس از شکست در برابر تونگ یا-لینگ از چین تایپه در بازی نهایی، نایب قهرمان شد. مسابقات تکواندو به عنوان ورزش نمایشی برگزار شد و بنابراین مدال اهدا نشد.
وی با دارنده عنوان قهرمانی تکواندو جهان، اکرم بویالی ازدواج کرده‌است.